# 埃沙奈
埃沙奈（法語：Échannay，法語發音：[eʃanɛ]）是法国科多尔省的一个市镇，位于该省中部，属于第戎区。

## 地理
埃沙奈（47°16'54"N, 4°40'32"E）面积7.18 平方千米，位于法国勃艮第-弗朗什-孔泰大區科多尔省，该省份为法国中东部省份，北起奥布省，西接涅夫勒省和约讷省，南至索恩-卢瓦尔省，东南接汝拉省，东临上索恩省，东北部与上马恩省接壤。
与埃沙奈接壤的市镇（或旧市镇、城区）包括：维耶伊穆兰、乌什河畔拉比西耶尔、蒙塔尼地区雷米利、松贝农、欧比尼莱松贝农、格勒南莱松贝农、蒙图瓦约。

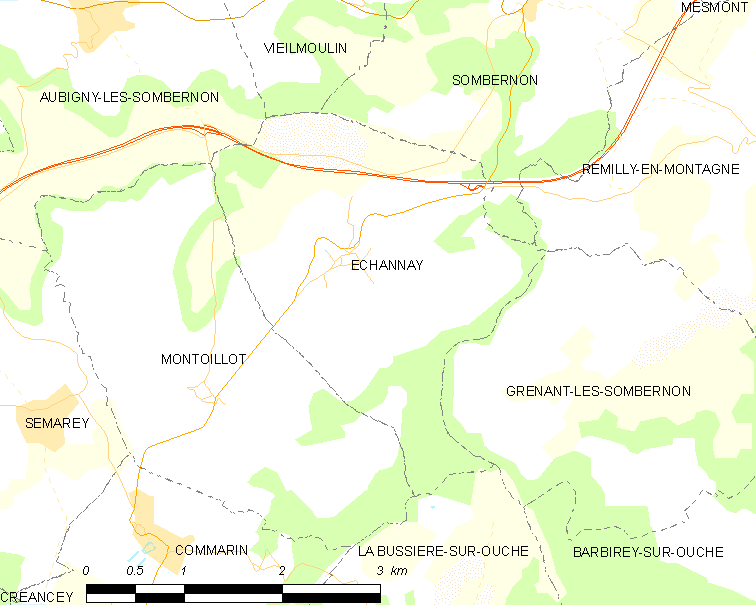
埃沙奈的OSM定位图

埃沙奈的时区为UTC+01:00、UTC+02:00（夏令时）。

## 行政
埃沙奈的邮政编码为21540，INSEE市镇编码为21238。

## 政治
埃沙奈所属的省级选区为塔朗县。

## 人口

1962-2008年间埃沙奈人口变化图示

埃沙奈于2022年1月1日时的人口数量为135人。